# Tabernakel der Einheit
Das Tabernakel der Einheit ist die deutsche Übersetzung einer Sammlung von fünf Sendschreiben, die Baha’u’llah, der Religionsstifter der Bahai, an Zoroastrier und ehemalige Zoroastrier richtete.

## Inhalt

### Tafel an Mánikchí Sáhib (Lawh-i-Mánikchí Sáhib)
Dieses erste Sendschreiben wurde 1878 an Mánikchí Limjí Hataria gesandt, der auch unter Mánikchí Sáhib bekannt ist und als Sohn zoroastrischer Eltern in Indien geboren (1813–1890) wurde und 1854 zum Emissär der Parsen Indiens ernannt wurde, um seine Glaubensbrüder im Iran zu unterstützen. Mánikchí Sáhib stellte Fragen über die abrahamitischen und nicht-abrahamitischen Religionen. Hierzu gehören die Natur der Schöpfung, die Beziehung zwischen Glauben und Vernunft, die Erklärung der Unterschiede zwischen den Gesetzen der verschiedenen Religionen, ihre Exklusivitätsansprüche sowie ihre unterschiedlich starkes Bestreben, neue Anhänger zu gewinnen. In dem Sendschreiben geht Baha’u’llah, wie er selbst im zweiten Sendschreiben schreibt, aus Gründen der Klugheit nicht direkt auf die Fragen ein, beantwortet sie aber gleichwohl „in trefflicher Prägnanz und Klarheit“. Das Sendschreiben, welches auf Wunsch von Mánikchí Sáhib in reinem persisch offenbart wurde, stellt den universellen prophetischen Anspruch Baha’u’llahs heraus und verkündigt einige zentrale Lehren seines Glaubens. In diesem Sendschreiben offenbart Baha’u’llah zum ersten Mal seinen viel zitierten Satz: „Ihr seid die Früchte eines Baumes, die Blätter eines Zweiges.“ Obwohl Mánikchí Sáhib kein Bahai wurde, blieb er ein sympathischer Freund.

### Antworten auf Fragen von Mánikchí Sáhib, Aus einer Tafel an Mirza Abu’l-Fadl
Wie man den Inhalt dieses zweiten Sendschreibens entnehmen kann, war Mánukchí Sáhib mit den Antworten des ersten Sendschreibens nicht ganz zufrieden; er hatte eine ausführlichere Erörterung bestimmter Fragen erwartet. Baha’u’llahs zweite Antwort ist Inhalt eines langen Sendschreibens vom 1. Juli 1882 an Mirza Abu’l-Fadl, der zu dieser Zeit als Sekretär bei Mánikchí Sáhib angestellt war; doch sein größter Teil bezieht sich auf die Fragen des Letzteren. In dem Sendschreiben werden die oben angegebenen Fragen Mánikchí Sáhibs der Reihe nach zitiert und detailliert beantwortet.

### Die Tafel der Sieben Fragen (Lawh-i-Haft Pursish)
Dieses dritte Sendschreiben wurde in reinem Persisch an Ustád Javán-Mard gerichtet, der ein früher, herausragender Bahai zoroastrischer Herkunft und ehemaliger Schüler Mánikchís ist. Das Sendschreiben muss nach August 1868 geoffenbart sein, da darin Baha’u’llahs Werk Suratu’r-Ra’is erwähnt wird, welches in Anspruch und Verkündigung veröffentlicht wurde. Die Fragen, die im Sendschreiben beantwortet werden, befassen sich mit der Sprache und der Richtung beim Gebet, Glauben und Religion, Gegnerschaft, Sháh Bahrám, Sirat-Brücke, Paradies und Hölle, die Seele sowie Abstammung und Herkunft von Baha’u’llah.

### Drittes und viertes Sendschreiben
Das dritte – und das vierte Sendschreiben umfassen nur vier beziehungsweise fünf Druckseiten und sind ebenfalls an Gläubige mit zoroastrischer Herkunft gerichtet. In diesen Sendschreiben werden die Gläubigen zu Taten und nicht zu Worten aufgefordert.